# Rhyssemus tschadensis
Rhyssemus tschadensis är en skalbaggsart som beskrevs av Rudolph Petrovitz 1963. Rhyssemus tschadensis ingår i släktet Rhyssemus och familjen Aphodiidae. Inga underarter finns listade i Catalogue of Life.